# Есватини
Есватини (енгл. Eswatini), званично Краљевина Есватини, (енгл. Kingdom of Eswatini), раније позната и под именима Краљевина Свазиленд и Нгвана, мала је држава на југу Африке која се налази између Јужне Африке на западу и Мозамбика на истоку. Мбабане је административни центар, а у Лобамби се налази законодавно и краљево седиште.

## Географија

### Положај
Државе са којима се Есватини граничи су Јужноафричка Република и Мозамбик. Површина државе износи 17.364 km².

### Геологија и рељеф
Територија Есватинија је подељена на четири географске области, са различитим надморским висинама, од 400 до 1800 m, услед чега свака област има другачије карактеристике климе која варира од тропске до умерене.
У далекој праисторији, снажни потреси погодили су земљу коју данас знамо као Африка. Услед јаких тектонских потреса, источна ивица континента се одвојила од унутрашње висоравни и формирала огроман расед. Есватини се налази насупрот овом раседу који се протеже од Дракенских планина ка северу, кроз источне висоравни Зимбабвеа, затим формира у Кенији велику долину у раседу и најзад нестаје на територији данашње Турске.
Ова земља, која се понекад назива Швајцарском Африке, има величанствене планинске пејзаже са јединственим, прастарим облицима рељефа који представљају предмет дивљења геолога. Најпознатије геолошко чудо Есватинија је Сибебе стена, велики гранитни монолит који се стрмо уздиже из Долине Борова и представља изазов многим посетиоцима који желе да освоје његов врх.
Најнижа тачка у земљи се налази на 21m надморске висине код Усуту реке, а највиша код Емлембе на 1.862m. Основу грађе земљишта чине кристаласти шкриљци, гранит и мрамор.
Планине Хајвелда, регије која се простире дуж западне границе земље, просечне су надморске висине 1200m, а цео регион лежи на ивици раседа. Брзе планинске реке које у свом току пролазе кроз клисуре и кањоне и праве бројне водопаде представљају изузетан декор регије. Има умерену климу са топлим, влажним летима и сувом зимом. У овом региону смештен је и главни град, Мбабане.
Суседни појас, Мидлевелд је најгушће насељена регија, а лежи на просечној надморској висини од 700m. Са бујним, плодним долинама и топлом климом са мање кише, ова регија је идеална за гајење разних усева. Овде се и остварује највише пољопривредне производње. Главни трговински и индустријски центар, Манзини је смештен у овом региону.
Источни Лоувелд са надморском висином 250m је мање насељен од осталих делова и представља типично афричко жбуновито тле са бодљикавим дрвећем и непрегледним саванама. Овде успевају културе које доприносе значајном извозу шећера и агрума. Природни услови погодују и бављењу сточарством, а богатство флоре и фауне стављено је под заштиту. Иако суптропска клима која овде влада погодује поменутим биљним културама, с друге стране је један од главних чиниоца ширења маларије због које је бржи развој овог региона у великој мери ометен.
Најмања регија је Лубомбо на граници са Мозамбиком. Просечна надморска висина Лубомбо планина је 600m. Планине су испресецане кањонским долинама три реке, Нгвавума, Усуту и Мбулузи. Овај суптропски регион одликују планински пејзажи и богатство биљног и животињског света. Главна активност становништва су гајење шећерне трске и сточарство.

### Воде
Водене површине у Есватинију заузимају свега 1% територије, или 160km². То су углавном реке и неколико мањих вештачких језера: Хаване, Санд Ривер, Лупхохло, Ван Ек и највеће, Мњоли на Мбулузи реци. Реке припадају сливу Индијског океана и теку од планинског запада ка нижем истоку где настављају мирнијим током, меандрирајући. Веће реке су Млумати, Нкомати, Усуту и Нгавума.
Млумати река извире у Јужноафричкој Републици јужно од Барбертона и протиче крајњим севером Есватинија где има карактер изразито планинске реке и у свом току прави бројне каскаде, водопаде и слапове.
Једна од највећих река у Есватинију, Нкомати има можда најинтересантнији ток. Најпре вијуга кроз побрђе на северу земље, а затим нестаје у стеновитој провалији, раседу, веома уском и дубоком више од 15m да би поново избила из провалије.
Усуту река је због свог карактеристичног тока веома погодна за сплаварење, које је откако је први пут изведено 1991. године, постало веома популарна активност, како за стране туристе, тако и за локално становништво.

### Клима
У Свазиленду, као и на целој јужној полулопти, годишња доба су супротна од оних на северној хемисфери, тако да је тамо у децембру лето, а у јуну зима. У Свазиленду је клима умерена и у зависности од надморске висине, варира од суптропске до умерене. Период од јуна до септембра је свеж и сув, док је од октобра до маја топло и влажно.
У западном региону, на већим надморским висинама, лета су топла и кишовита са температурама до 33 °C, док су зиме суве, са температуром која у току ноћи може да се спусти и на –4,5 °C. Током целе године честа је облачност и магла и за око 10 °C је хладније него у осталим деловима земље. Просечна количина падавина је од 1.016 до 2.286mm годишње.
Нижи предели централног и западног Есватинија имају климу са вишим температурама и мање падавина, идеалну за усеве. У току летњих месеци жива у термометру прелази 40 °C, док је током сувих зимских месеци око 3 °C. Октобар је најтоплији месец, а кишни период почиње почетком децембра и траје до априла. Количина падавина је између 762 и 1.143mm годишње. Сличну климу има и регион Лубомбо.
У низијама на истоку влада суптропска клима са врелим летима и углавном топлим зимским месецима, мада температура зими може да се спусти и до -2 °C. Годишње се излучи од 508 до 590mm падавина.
Уопштено говорећи, падавине су заступљене углавном у току летњих месеци, често у облику олуја праћених грмљавином. Зиме су суве. Годишња количина падавина је највећа у Хајвелду, на западу, између 1000 и 2000 mm. Што се више одмичемо ка истоку, то је мање падавина. У Лоувелду је измерено 500-900mm годишње.

### Флора и фауна
Велика разноврсност флоре у Свазиленду је условљена разликама у надморској висини и клими. На истоку доминирају саване, мочваре и суптропске шуме, док су на северозападу заступљене кишне шуме, са по којим финбосом, финим грмом, уобичајеним за јужну Африку. Планинска граница са Мозамбиком има непријатну и суву климу. Законом су заштићене ретке биљке, као што је кикад, биљка названа живим фосилом јер је, потпуно неизмењена, преживела 50 милиона година. Иако је разноврсни биљни свет распрострањен по територији целе земље, у фокусу заљубљеника флоре су дефинитивно природни резервати. Млилване резерват се поноси импресивним алејама зрелих стабала, која су ту руком засађена у току последњих 30 година. Овде се такође налази и шума кикада, а у плану је да се на овом простору направи ботаничка башта са свим расположивим врстама биљака.

## Историја
Данас је утврђено да је садашња територија Есватинија настањена још од времена каменог доба. Археолошким ископавањем пронађени су остаци људске насеобине од пре 110.000 година. Такође су нађени и остаци древних номадских афричких народа, попут Сото и Нтунгва-Нгуни кланова. Вековима пре конституисања модерне државе, догодила се велика централно-афричка миграција са обала ка центру континента, када се један од кланова Нгуни народа (данашњи Зулу и Хоса племена) населио око данашњег Мапута у Мозамбику.
Најзад, Дламини фамилија овде оснива своју династију. Први корак ка конституисању Свази нације се догодио око 1750. године када је краљ Дламини династије, Нгване III, под притиском других кланова био принуђен да поведе свој народ на територију Унутрашње земље, око реке Пангола (данашњи јужни Свазиленд). У току такве миграције, његовом народу су се прикључивала и остала племена која су сретали на путу од источне обале. Данас се сматра да је Нгване III први Свази краљ.

## Политика
Свазиленд је независна монархија Свази народа који говоре језик из групе Банту језика, изворно пореклом из источног дела централне Африке. Независни је члан Комонвелта. Главни административни град је Мбабане где се налазе сва министарства, док је Лобамба краљевска и законодавна престоница. Земља је подељена на четири административна дистрикта: Хохо, Лубомбо, Манзини и Шиселвени.
Краљ, који је номинован по Свази традицији, је врховни поглавар државе. Ако је одсутан или спречен у обављању својих дужности из било ког разлога, Краљица Мајка све обавља у његово име. Парламент чине Сенат и Скупштина.
У Сенату је двадесет активних чланова – десет је бирано од стране скупштине а десет је именовао Краљ, као стручњаке у одређеним областима, које иначе не би биле заступљене у парламенту.
Скупштина је састављена од осамдесет чланова, од којих су неки одабрани од стране народа, демократским процесом гласања, а неки су одабрани краљевским декретом.
Свим грађанима Есватинија је дозвољено гласање, уз услов пунолетности и држављанства. Избори се одвијају на два нивоа – савезни и регионални. Одабрани парламент има мандат од пет година пре нових избора, али Краљ може да сазове ванредне, кад год се укаже потреба за тим. Краљ именује премијера кога бира међу министрима (Горњи Дом), као и заменика премијера.
Ако парламент укаже неповерење једном министру или целој влади, Краљ је дужан да изврши смену тог министра или целе владе. Краљев кабинет има колективну одговорност да консултује и информише Краља о свим дешавањима везаним за државне послове, а Кабинет формира сам краљ након завршених избора.
Скупштинским расправама могу да присуствују и грађани. Они ће бити спроведени до галерије за јавност где могу да слушају дебате на оба званична језика - Енглеском и Свати.
Правни систем у земљи је заснован на јужноафричком римском праву у уставним судовима и на традиционалном Свази праву и обичајима у традиционалним судовима.

### Краљевска породица
Краљ не може да именује свог наследника. Обичајни закон налаже следеће: „инкхоси уинкхоси нгенина“, што значи: „краљ је краљ преко мајке”. Када актуелни краљ умре, краљевска фамилија се састаје да одабере „Велику жену”, тј. која ће од краљевих жена бити краљица мајка, (индловукази), а њен син нови краљ.
Индловукази мора да испуни неколико услова:
- Може да има само једног сина (изузетак је направљен у случају Лаботсибени Мдлули, мајке краља Бхуну и бабе Собузе II, која је имала три сина, али је њена личност и карактер била толико јака, да краљевска породица није ни сумњала да је она краљица мајка).
- Мора да буде јаког карактера, јединствене личности, и да долази из фамилије са добрим статусом
- Не сме да припада лози Нкхоси-Дламини. За разлику од осталих припадника Свази народа, само је краљевима дозвољено да узимају жене из исте фамилије, на пример, Собхуза је имао 11 жена које су имале исто презиме – Дламини.
- Не сме да буде ритуална жена, што код Свазија значи да не сме да потенцира најстаријег сина као престолонаследника.

## Образовање
У земљи постоји један универзитет, Универзитет Есватинија (UNISWA) са преко 3.000 студената. У оквиру овог универзитета формиран је одсек за дописно студирање што омогућава образовање младим људима из удаљенијих крајева.

## Административна подела
1. Хохо
2. Лубомбо
3. Манзини
4. Шиселвени

## Становништво
У Свазиленду живи око 1.100.000 људи, а становништво чине народи: Свази, Зулу, Шанган-Цонга и Европљани. Шездесет седам процената популације старијих од 15 година уме да чита и пише. Службени језици су енглески и сисвати, а службено писмо (енглеска) латиница. Вероисповест је хришћанска (60%) и анимизам (40%).
Структура становништва по старости и полу по подацима из 2000. године:
|          | 0—14    | 15—64   | ≥65    |
| Мушкарци | 245.626 | 270.308 | 11.357 |
| Жене     | 247.825 | 291.884 | 16.289 |
| Укупно   | 46%     | 52%     | 2%     |

Просечна дужина живота је 40,44 године.

## Привреда
Национални доходак износи 3,8 милијарди долара, по глави становника он износи 4.200 долара. Привреда је заснована на натуралној пољопривреди, којом се бави више од 60% популације и која доприноси са скоро 25% у друштвеном производу. Најважније сировине су: шећерна трска, памук, кукуруз, дуван, пиринач, цитруси, ананас, жито, соргум, кикирики. Још 25% у друштвеном производу остварује се производњом различитих предмета народне радиности. Протеклих година, значај рударства се смањио јер су 1978. исцрпљене наслаге руде висококвалитетног гвожђа, а тражња за азбестом се смањила услед бриге за очувањем здраве животне средине. Од природних ресурса експлоатишу се још и угаљ, глина, водени токови, шуме, каменоломи. Има и малих резерви злата и дијаманата. Инфлација износи 8% годишње. Најважнији чинилац чврсте валуте је извоз шећера и производа од дрвета. Најважнији партнер у трговини је Јужноафричка Република са којом се остварује 83% укупног увоза и око 74% извоза. Остале земље са којима тргује су Јапан, Уједињено Краљевство, САД. Национална валута је Лилангени (у множини-Емалангени), а 1 Лилангени чине 100 центи.